# Мельник Світлана Василівна
Світла́на Васи́лівна Ме́льник — старший сержант Збройних сил України.

## Нагороди
За особисту мужність і героїзм, виявлені у захисті державного суверенітету та територіальної цілісності України, вірність військовій присязі під час російсько-української війни
- нагороджена орденом «За мужність» III ступеня (22.1.2015).